# 류홍 영정
류홍 영정(柳泓 影幀)은 서울특별시 종로구 서울역사박물관에 있는 조선시대 류홍(柳泓,1483-1551)이 1506년 아버지인 류순정(柳順汀, 1459-1512)과 함께 중종반정(中宗反正)을 성공으로 이끈 공으로 정국공신(靖國功臣) 4등에 책록(冊祿)된 것을 기념하여 제작한 초상화이다. 2004년 10월 30일 서울특별시의 유형문화재 제193호로 지정되었다.

## 개요
류홍(柳泓,1483-1551)이 1506년 아버지인 류순정(柳順汀, 1459-1512)과 함께 중종반정(中宗反正)을 성공으로 이끈 공으로 정국공신(靖國功臣) 4등에 책록(冊祿)된 것을 기념하여 제작한 초상화이다. 그러나 중종실록을 보면 아버지인 류순정과 달리 류홍의 경우는 국가에서 입각도형(入閣圖形)하였다는 기록은 없는 점으로 보아 국가에서 공식적으로 제작한 초상화는 아닌 것으로 추정된다. 그림의 주인공인 류홍은 어려서부터 무예를 익혔으며, 중종반정 당시 아버지 순정을 따라 반정군(反正軍)으로 활동하였다. 이후 정주목사,충청도병마사,경상우도병마사,전라도수군절도사,북병사 등 변경의 장수직을 두루 역임 하고 말년에는 훈련원도정을 거처 동지중추부사가 되었다.
이 초상화는 류홍이 청단령(靑丹領)을 입고 오사모(烏紗帽)를 쓴 채 교의(交椅)에 앉아 있는 모습을 그렸다. 얼굴은 류순정의 영정보다는 약간 어두운 살색이 칠해져 있으나 이목구비는 선묘(線描)만으로 규정되어 시대적으로 고식(古式)을 보여준다. 수염은 옅게 나있어 젊은 모습을 보여주는데, 눈매와 다문 입가는 미장부(美丈夫)로서 일생을 용맹한 무장(武將)으로서 살아갔던 그의 이력을 실감케 한다. 청포(靑袍)의 주름 처리는 선염기(渲染氣) 없이 선묘(線描)만으로 처리되어 있지만 부친의 초상화보다는 주름선을 물결치듯 율동감 있게 처리하여 화가의 장식적인 욕구를 보여준다. 가슴에는 흉배 없이 각배만 차고 있다. 이 초상화가 그려지기 1년 전인 1505년(연산군 11)에 이전의 중국 명나라 홍무예제(洪武禮制)를 따라 1품에서 3품까지만 흉배를 달게 한 제도를 1품에서 9품까지 확대하고 사슴․돼지․거위․기러기등 조선적인 문양을 사용하게 한 바있다. 그런데 이 초상화에서는 4품 이하의 직급은 흉배를 달지 않는 홍무예제에 따라 표현된 점으로 보아 연산군대의 흉배제도는 중종반정으로 말미암아 1년 만에 원상복귀된 것으로 추정된다. 또한 아버지인 류순정 영정에는 단령,오사모,표구 등에 여의두문(如意 頭紋)이 표현되어 있으나, 이 영정의 경우는 이런 문양 없이 단순하게 표현 되어 있다.
자세는 좌안7분면(左顔七分面)으로 왼쪽의 어깨가 오른쪽의 어깨에 비하여 기울기가 완만해진 것을 볼 수 있다. 옷의 외형이 둥글게 부풀어 오르고 약간 각이 진 선으로 묘사되어 있으며, 옷주름은 정두서미묘(釘頭鼠尾描)로 간결하게 표현한 점은 조선 초기 초상화에 전형적으로 보이는 위엄과 권위의 표현이다. 단령의 옆은 트여 그 사이로 첩리(帖裏)와 내공(內工)이 내비치고 은장도 찬 모습이 보인다.
바닥에는 류순정 영정과 달리 중국식의 채전(彩氈)이 깔려 있지 않다. 채전의 사용은 직급과 관련이 있는 것으로 보인다. 그림의 왼쪽에는 6대손인 식(寔)이 ‘분의정국공신가의대부동지중 추부사겸오위도총부부총관훈련원도정 진산군류홍화상(奮義靖國功臣嘉義大夫 同知中樞府事兼五衛都摠府副摠管訓鍊 院都正晋山君柳泓畵像)이라고 쓴 표제가 있다.
<류홍 영정>은 본격적인 공신상은 아니지만, 초상화의 질적인 면에서 볼 때 단정하면서도 강직한 무관의 성격을 잘 묘출해 낸 가작(佳作)으로서 공신도상과의 형식상의 차이를 비교해볼 수 있는 자료적 가치와 함께 묘사력도 인정된다.

## 참고 문헌
- 류홍영정 - 국가유산청 국가유산포털